# Mechanicsville (Iowa)
Mechanicsville és una població dels Estats Units a l'estat d'Iowa. Segons el cens del 2000 tenia 1.173 habitants.

## Demografia
Segons el cens del 2000, Mechanicsville tenia 1.173 habitants, 452 habitatges, i 312 famílies. La densitat de població era de 612 habitants/km².
Dels 452 habitatges en un 33,8% hi vivien nens de menys de 18 anys, en un 54,6% hi vivien parelles casades, en un 9,5% dones solteres, i en un 30,8% no eren unitats familiars. En el 27% dels habitatges hi vivien persones soles el 14,8% de les quals corresponia a persones de 65 anys o més que vivien soles. El nombre mitjà de persones vivint en cada habitatge era de 2,46 i el nombre mitjà de persones que vivien en cada família era de 2,97.
Per edats la població es repartia de la següent manera: un 25,5% tenia menys de 18 anys, un 7,9% entre 18 i 24, un 27,8% entre 25 i 44, un 19% de 45 a 60 i un 19,8% 65 anys o més.
L'edat mediana era de 38 anys. Per cada 100 dones de 18 o més anys hi havia 84,4 homes.
La renda mediana per habitatge era de 36.053 $ i la renda mediana per família de 44.500 $. Els homes tenien una renda mediana de 32.054 $ mentre que les dones 23.125 $. La renda per capita de la població era de 16.429 $. Entorn del 5,8% de les famílies i el 7,9% de la població estaven per davall del llindar de pobresa.

## Poblacions més properes
El següent diagrama mostra les poblacions més properes.